# 西8丁目停留場
西8丁目停留場（にしはっちょうめていりゅうじょう）は、北海道札幌市中央区にある札幌市交通事業振興公社（札幌市電）一条線の停留場である。停留場番号はSC02。路面電車が走る南1条通と、西8丁目通との交差点に位置している。

## 歴史
- 1918年（大正7年）8月12日：路線新設に伴い 「西8丁目」の名称で停留場開業。
- 時期不明：「三吉神社前」に改称。
- 1941年（昭和16年）11月21日：「西8丁目市立病院通」に改称。
- 1950年（昭和25年）3月24日：「西8丁目」に再改称。
- 1978年（昭和56年）9月：安全地帯を設置[2]。
- 2015年（平成27年）4月1日：停留場番号を設定[3]。
- 2016年（平成28年）11月16日：当停留場を始発とする電車が設定される。
- 2018年（平成30年）7月：停留場を改修し、ホームをかさ上げ[4]。

## 停留場構造
2面2線の対向式。交差点を挟んで東側の南1条西7丁目に内回り（中央区役所前方面）、西側の南1条西8丁目に外回り（西4丁目方面）の乗り場があり、安全地帯が設けられている。外回り乗り場は道路事情の関係で有効長が若干短くなっている。外回り乗り場の標識柱は、2018年（平成30年）の改修の際に撤去された。
安全地帯にはロードヒーティングが施され、上屋が設置されている。
朝ラッシュ時に運行される、外回り西4丁目行きが折り返す際、ポイントの位置の関係から、当停留場を始発とする電車が運行されている。

## 停留場周辺
- 札幌南二条郵便局
- 札幌北一条中郵便局
- 空知信用金庫札幌支店
- 室蘭信用金庫札幌支店
- 北海道信用金庫大通南支店
- 旭川信用金庫札幌支店
- 遠軽信用金庫札幌支店
- 青森みちのく銀行札幌支店
- 三吉神社
- 大通公園
- 北海道警察本部
- 北海道大学植物園
- 札幌テレビ放送・STVラジオ本社・札幌放送局
- ジェイ・アール北海道バス（琴似営業所・札樽線）、じょうてつ、北海道中央バス（札樽線）「大通西8丁目」（札樽線を除く）、「北1条西7丁目」停留所[6][7][8]

## 隣の停留場
札幌市交通事業振興公社
一条線
西4丁目停留場 (SC01) - 西8丁目停留場 (SC02) - 中央区役所前停留場 (SC03)